# كمال بوشامة
كمال بوشامة (ولد 1943 في شرشال) كاتب وسياسي جزائري. 

## سيرته
ولد كمال بوشامة في شرشال عام 1943، شغل منصب وزير الشباب والرياضة من 1984 إلى 1988، ثم عُيِّن سفيرًا للجزائر في سوريا. أثناء تقلده لهذا المنصب الأخير، التقى بأحفاد الأمير عبد القادر الجزائري وجمع منهم معلومات سمحت له بتأليف كتابه (الجزائريين في بلاد الشام) في 2010.
وهو مؤلف غزير الإنتاج، كتب أكثر من عشرين كتابًا في التاريخ والسياسة والأدب. وتحتلُّ جبهة التحرير الوطني وأزَماتها مكانة مهمَّة في عمله. في مقابلة في برنامج لقاء خاص على قناة البلاد الخاصة، قال: إنه خصَّص ستة كتب على الأقل لجبهة التحرير الوطني.
في 16 مارس 2022، عيَّنه رئيس الجمهورية الجزائرية عبد المجيد تَبُّون عضوًا في مجلس الأمَّة ثالثًا رئاسيًّا. ثم عاد سفيرًا إلى دمشق مرَّة أخرى في يوليو 2023.

## من أعماله
1. Dzayer، captive soul ، ANEP editions، 2015، 371 p.
2. كفاح شعب، ظهور أمة ، طبعات جوبا، 2013 ، 196 ص. (ردمك 9961993667) ( ISBN <span class="nowrap">9961993667</span> ) .
3. جزائريون في بلاد الشام، من سيدي بومدين إلى الأمير عبد القادر (1187-1911) ، إصدارات جوبا، 2010.
4. رسالة إلى رينيه، أو البحث عن حقيقة حول بعض حلقات الاستعمار ، المعاريف، 2008 (ردمك 9961482255) .
5. لا تلومني، الحلم حر (رواية) ، الإصدارات ألفا، 2008 ، 291 صفحة.
6. مذكرات الناجين ، الملكية، 2005.
7. مسعدية، الرجل الذي عرفته ، ANEP ، 2005 (ردمك 9947-21-226-2) .
8. الجزائر، أرض الإيمان والثقافة ، إصدارات هوما، 2000 (ردمك 9961664949) .
9. الجزء تحت الماء من جبل الجليد، أو كيف تعمل السياسة، ENAG ، 1999 ، 236 صفحة. (ردمك 9961621174) ( ISBN <span class="nowrap">9961621174</span> ) .
10. من فيلا جولي إلى قلعة المرادية: التسلسل الزمني للحقائق، ENAG ، 1999 ، 383 ص. (ردمك 996162128X) ( ISBN <span class="nowrap">996162128X</span> ) .
11. The JFLN ، ماض مجيد، مستقبل متقطع ، الإصدارات ANEP ، 1997 ، 496 صفحة.
12. The FLN، instrument and alibi of the power (1962-1992) ، editions Dahlab، 1992، 233 p.
13. الأمير عبد القادر وجَزائريو بلاد الشام، تقديم د. محمد الحوراني رئيس اتحاد الكتَّاب العرب، منشورات اتحاد الكتَّاب العرب بدمشق، 2024.